# Enfield Automotive

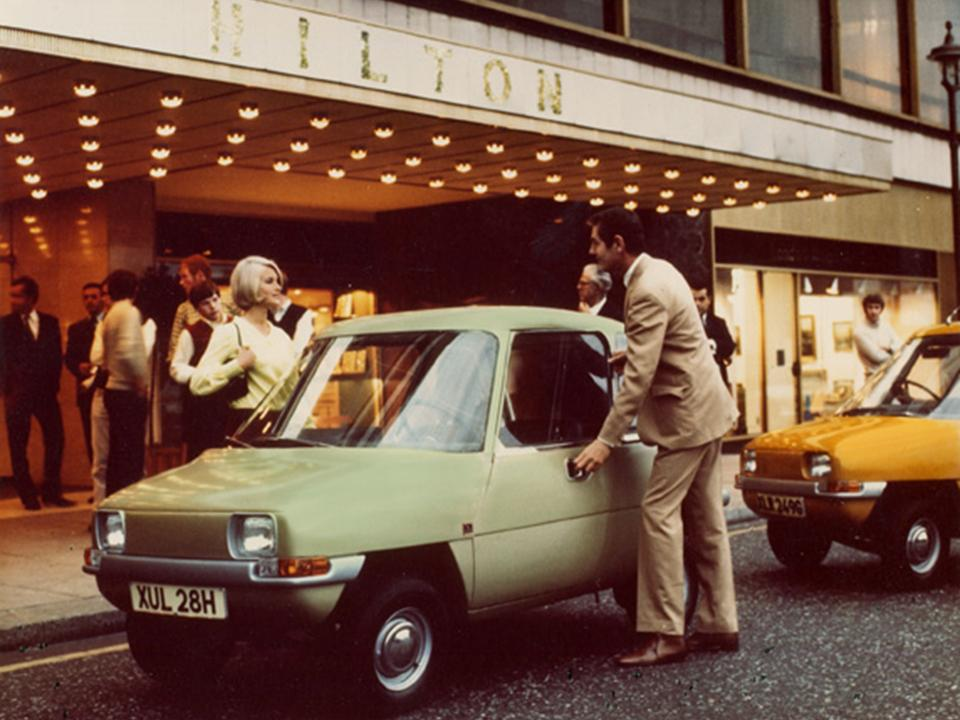
Enfield 465

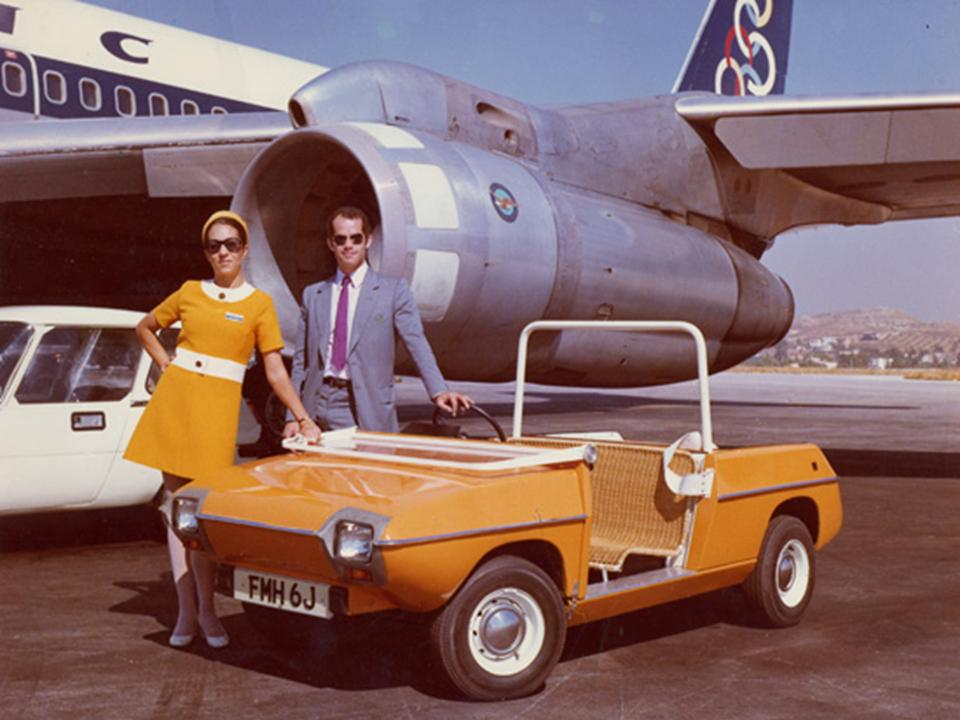
Enfield Olympic

Enfield Automotive – dawny brytyjsko-grecki producent elektrycznych mikrosamochodów z siedzibą w Cowes działający w latach 1969–1976.

## Historia
Przedsiębiorstwo Enfield Automotive założone zostało pod koniec lat 60. XX wieku przez zamożnego reprezentanta greckiej rodziny przemysłowców, Giannisa Goulandrisa. Firma za siedzibę obrała miasto Cowes na wyspie Wight na południu Anglii, jeszcze w pierwszym roku działalności prezentując pierwszy prototyp niewielkiego samochodu elektrycznego o nazwie Enfield 465. Samochód wyróżnił się lekką konstrukcją z plastikowym nadwoziem, a także odsuwanymi drzwiami bocznymi i niewielkimi wymiarami.
Firma rozwijała następnie zupełnie innego rodzaju projekt dużego, spalinowego luksusowego samochodu łączącego cechy SUV-a i limuzyny. Opracowany na bazie konstrukcji Jeepa należącej do ówczesnego koncernu American Motors, wykorzystywał jego podzespoły techniczne, elementy nadwozia i wnętrza, a także rzędową jednostką napędową. Ostatecznie powstały 4 sztuki, a pojazd nie trafił do seryjnej produkcji. 
Początek lat 70. XX wieku przyniósł bowiem załamanie się globalnego rynku ropy naftowej, co doprowadziło do wybuchu kryzysu paliwowego w 1973 roku. Enfied Automotive dostrzegło w tym szansę na rozwój swojej drugiej konstrukcji, tym razem opracowanej w celu rozpoczęcia seryjnej produkcji. W rezultacie powstał mikrosamochód Enfield 8000, najpierw wytwarzany w Wielkiej Brytanii, a następnie w Grecji na wyspie Syros. 
Enfield 8000 wzbudził duże zainteresowanie w Wielkiej Brytanii, a także w Stanach Zjednoczonych, gdzie przedstawiciele przedsiębiorstwa szukając inwestorów do potencjalnej lokalnej produkcji wzbudzili zainteresowanie ówczesnego gubernatora Kalifornii - Ronalda Reagana. Projektu nie udało się jednak zrealizować, gdyż właściciel Enfield Automotive wolał inwestować w Europie. Firma zniknęła z rynku w 1976 roku po zbudowaniu łącznie w 120 sztuk modelu 8000 przez 3 lata rynkowej obecności.

## Modele samochodów

### Historyczne
- 8000 (1973–1976)

### Studyjne
- Enfield 465 (1969)
- Enfield Safari (1972)
- Enfield Bicini (1974)